# Pomník obětem první a druhé světové války (Kralupy nad Vltavou)
Pomník obětem první a druhé světové války (Kralupy nad Vltavou) je pomník obětem první a druhé světové války, který se nachází v centru města Kralupy nad Vltavou. Socha představuje raněného vojáka padajícího k zemi.

## Popis
Pomník je tvořen podstavcem z bílého travertinu, na kterém stojí bronzová socha „Raněného“ od sochaře Jana Straky, žáka Josefa Václava Myslbeka. Na podstavci je nápis „Nesmrtelným 1914–1918, 1939–1945“. Původně se zde nacházel pouze jeden letopočet (1914–1918). Druhý (1939–1945) byl na sochu přidán po 2. světové válce. Pod nápisem je menší kovová deska s názvy bojišť 1. světové války: „ZBOROV - TERRON - DOSS ALTO“, za kterou je uložena prsť z těchto bojišť československých legií. Ta sem byla umístěna roku 1937.
Místo získalo nový vzhled v roce 2016 v souvislosti s úpravami centra města, kdy byl travnatý povrch vyměněn za mlatový a prostor byl ohraničen posezením. Pozadí sochy tvoří lípa. U pomníku se každoročně konají v květnu, při oslavách konce druhé světové války, a v říjnu, při oslavách vzniku Československa, pietní slavnosti za účasti představitelů města.